# 十河佑貞
十河 佑貞（そごう すけさだ、1899年（明治32年） 1月4日 - 1989年（昭和64年） 1月7日 ）は、日本の西洋史学者。専門は、ドイツ近世史。

## 生涯
香川県高松市出身。生家は旧高松藩の御用商人を務めた旧家の次男として生まれる。雅号は悠亭。父の忠貞（襲名権三郎）は、中川愛山に学んだ画人でもあり自由民権運動団体「博文社」の会頭の一人でもあった。
郷里の高松中学時代は、1歳で父親を癌で亡くしたこともあり、身体を鍛えるために海水浴、武徳会での柔道、ボートなど勉強そっちのけで遊んだという。不勉強がたたり浪人を強いられたが、方丈記、徒然草、夏目漱石を耽読し勉強に気が入らなかったという。
2年間の浪人の末、早稲田大学高等予科の文学科に入学した。当初文学を学ぶつもりでいたが、箕作元八、大類伸などの西洋史関係の書物を読み、西洋史研究に志望が変わったという。これには、漢文購読の山口剛および西洋史概論の原随園から受けた示唆も非常に大きかったようである。また、当時大学教授であった煙山専太郎の誠実な人柄に強く打たれ大学での西洋史専攻を決心したという。
大学入学後、当時の史学科は学生数より教員の数の方が多い位の恵まれた環境にあり、歴史専攻での同級生は十河の他、日本史専攻の田中友次郎(ともじろう)（後の群馬県立高崎女子高等学校長）、東洋史専攻の出石誠彦（いずしよしひこ）（後の早大講師・高等学院教授）の2名のみであった。そのため2人が欠席した時の講義は教員1人学生1人ということもあったという。学生時代にジョージ・ピーボディ・グーチの『ドイツとフランス革命』を読みドイツ史に興味を持つこととなった。
大学卒業後、早稲田中学校では、当時臨時講師であり後に立教大学に史学科を創立する小林秀雄（文芸評論家の小林秀雄は同姓同名）と親しくなり、そのことがきっかけで後に立教大学に移ることとなる。しかし、その後の戦争による時代の混乱により文学部が閉鎖となる状況で、立教大学での職を解かれることとなった。
早稲田大学に移り、専門については当時この分野では殆ど唯一の権威ある著作として「フランス革命とドイツ思想」を上梓し、また、専門以外にも「早慶連合史学会」の設立・運営に尽力し、早慶両大学の発展に貢献した。早稲田大学を定年退職した後、東海大学史学科が大学院を設置するに伴い教授として迎えられた。
また、戦時中のエピソードとして、勤労奉仕で十河が高等学院生（早大予科生）を汽車会社に連れて行っていたが、3月10日までの契約だったのを、学生から試験があるので2月末で切り上げたいという要望があったため汽車会社からその許可をもらったところ、結果として3月10日の東京大空襲を免れることとなり十河と学生全員が助かることとなった。汽車会社の方は空襲で丸焼けであったという。
1989年（昭和64年）、奇しくも昭和天皇とほぼ同日時である1月7日朝、肺炎のため死去、満90歳。なお、この年は自身の研究対象であったフランス革命200年目に当たる年でもあった。

## 来歴

### 学歴等
- 1911年（明治44年）－香川県立高松中学校（現・高松高等学校）　入学（修業年限5年）
- 1914年（大正3年）－中学４年時に漢学者・植田南畝（なんぽ）から「四書」、「十八史略」等を学ぶ。
- 1915年（大正4年）－中学５年時に脚気を患う。
- 1916年（大正5年）－香川県立高松中学校　卒業
- 1918年（大正7年）9月14日（土）－早稲田大学高等予科第三部（文学科）　入学（2学期編入）
※1　第三部とは文学科が設置されている区分
※2　高等予科は4月入学で、明治34年から修業年限1年半であるが、大正6年から修業年限2年に変更
- 1920年（大正9年）3月－早稲田大学高等予科第三部（文学科）　卒業
- 1920年（大正9年）4月－早稲田大学文学部史学科　入学（修業年限3年）
※　大学令による大学としての最初の学年（従来の9月入学から4月入学に変更）
- 1923年（大正12年）3月－早稲田大学文学部史学科　卒業
※　卒業論文「フィヒテのドイツ国民教育」の指導者は、後の京都大学名誉教授・原随園

### 職歴等
- 1924年（大正13年）4月5日（土）－早稲田中学校　教諭（～1929年（昭和4年）4月4日（木））
- 1929年（昭和4年）4月－立教大学予科　教授
- 1931年（昭和6年）9月－立教大学文学部　講師
- 1937年（昭和12年）4月－立教大学文学部　教授（～1942年（昭和17年）9月）
- 1939年（昭和14年）－立教大学アメリカ研究所図書部　委員
- 1939年（昭和14年）10月－早稲田大学第二早稲田高等学院　非常勤講師
- 1943年（昭和18年）4月－早稲田大学第二早稲田高等学院　教授
- 1946年（昭和21年）4月－早稲田大学文学部　助教授
- 1949年（昭和24年）4月－早稲田大学　教授（～1969年（昭和44年）3月31日）
- 1951年（昭和26年）4月－早稲田大学第一文学部史学科西洋史学専修　主任
- 1952年（昭和27年）4月－早稲田大学大学院文学研究科史学専攻課程　教授
- 1957年（昭和32年）5月18日（土）～1958年（昭和33年）3月17日（月）－早稲田大学在外研究員としてドイツを中心にヨーロッパに滞在
- 1960年（昭和35年）4月1日－早稲田大学史学会　会長（～1969年（昭和44年）3月31日）
- 1969年（昭和44年）4月1日－東海大学文学部　教授（～1981年（昭和56年）3月31日）
- 1969年（昭和44年）－明星大学　非常勤講師
- 1989年（昭和64年）1月7日（土）－肺炎のため死去、満90歳

### 講演等
- 1932年（昭和7年）11月26日（土）－立教大学史学会講演「独逸のナチオンに就て」
- 1934年（昭和9年）2月10日（土）－早稲田大学史学会西洋史部会講演「ランケの『歴史政治雑誌』に就て」
- 1935年（昭和10年）1月26日（土）－早稲田大学史学会東洋、西洋史全会講演「ヘルデルの人文主義について」
- 1943年（昭和18年）11月6日（土）－東洋史会講演「フランスとドイツ」
- 1948年（昭和23年）11月－早稲田大学史学会秋季大会講演「フランス革命戦争ついて」
- 1950年（昭和25年）11月－早稲田大学史学会秋季大会講演「グーヴエルヌウル・モリスの日記及び書簡について」
- 1952年（昭和27年）5月－第3回日本西洋史学会大会講演「ブラウン・シュワイヒ公の『宣言』について」
- 1958年（昭和33年）6月21日（土）－早稲田大学史学会春季大会公開講演「西欧雑感」
- 1961年（昭和36年）5月14日（日）－第12回日本西洋史学会大会フランス史分科会　司会
- 1968年（昭和43年）6月15日（土）－第16回早慶連合史学会公開講演「ドイツ史の特異性について」

## 著作

### 著書
- 『フランス革命とドイツ思想』（白水社、1949年6月20日）　※既発表論文を主とした論文集
  - 増補改訂版　『フランス革命思想の研究：バーク・ゲンツ・ゲルレスをめぐって』（東海大学出版会、1976年8月20日）

なお、1943年1月に六盟館から『ラテン民族』（民族叢書第12巻）の配本が予定されていたが未刊となった。

### その他
- 「海」『立教学院学報』第3巻第1号（財団法人立教学院、1936年2月3日）
- 「西欧的勢力の失墜」『立教学院学報』第7巻第9号（財団法人立教学院、1941年6月30日）
- 「大東亜民族の潜勢力」『立教大学新聞』第5号（立教大学新聞部、1942年2月1日）
- 「跋（畏友出石誠彦君を憶ふ）」『東洋近世史研究』（大観堂、1944年）
- 「浮田先生の人格と文明史眼」『浮田和民先生追懐録』（故浮田和民先生追懐録編纂委員会、1948年）
- 書評：「大類伸監修井上幸治編『年表世界歴史』」『早稲田大学新聞』62号（早稲田大学新聞会編、1949年4月21日）
- 随筆：「新と舊」『讃岐公論』第22巻9月号（讃岐公論社、1952年9月）
- 「アンケート特輯：教授からはなむけの言葉；真実の平和な精神」『早稲田学報：卒業記念号』1954年3月号・通巻638号（早稲田大学校友会、1954年3月）
- 書評：「佐藤堅司著『歴史』」『史観』第46冊（早稲田大学史学会、1956年3月）
- 「小林先生を憶ふ」『面影：小林秀雄先生追悼録』（立教大学文学部史学研究室、1957年9月）
- 「海外旅行十ヵ月：西欧に旅して」『早稲田学報』1958年6月号・通巻681号（早稲田大学校友会、1958年6月）
- 「津田左右吉先生の面影」『心』第15巻第2号（平凡社、1962年2月）
- 「津田先生を偲んで」『銅鑼』第9号（校倉書房、1962年9月）
- 「ドイツ連邦」『日本百科大事典』第10巻（小学館、1964年3月）
- 「幻想としての現代」『銅鑼』第11号（校倉書房、1964年4月）
- 「ピット（大）」、「ピット（小）」『日本百科大事典』第11巻（小学館、1964年5月）
- 「京口元吉教授の永眠を悼む」『史観』第76冊（早稲田大学史学会、1967年10月）
- 「研究室の思い出」『史苑：100号記念特集立教大学史学小史』第28巻第1号(立教大学史学会、1967年12月）
- 随想：「歴史と人間」『東海史学』第5号（東海大学史学会、1969年12月）
- ぶっく・がいど：「〈危機〉の社会的根源を探究：井上幸治・江口朴郎『危機としての現代』」『望星』第2巻第11号・通巻18号（東海教育研究所、1971年12月）
- 「母校を去ってから」『史観：文化交流の諸問題』第100冊（早稲田大学史学会、1979年3月）
- 「早稲田大学史学会の歴史を語る：『史観』第百冊記念座談会」『史観：文化交流の諸問題』第100冊（早稲田大学史学会、1979年3月）
- 「私にとっての古典 」『望星』第10巻第4号・通巻105号（東海教育研究所、1979年4月）